# Aparados da Serra Nemzeti Park
A Aparados da Serra Nemzeti Park Brazíliában található, a park területe 1025 négyzetkilométer nagyságú, de a rajta elterülő Geral-hegység 1730 négyzetkilométeren foglal helyet, így túlnyúlik a nemzeti park határain.

## Története
Az 1959-ben alapított Aparados da Serra Nemzeti Park Rio Grande do Sul állam északkeleti részén, Dél-Brazíliában található.

## Természet földrajzi adottságai
A Brazília mérsékelt övi zónájában elhelyezkedő parkok elbűvölő kanyonjaikról híresek, közéjük tartozik az ország legnagyobbika, az Itaimbezinho szurdok, amelynek függőleges falai mintegy hét kilométer hosszúak és 720 méter magasak. A szirtekről köddé válva sok vízesés zuhan alá, mielőtt elérné a talajt.

## Állat- és növényvilága
A park a Föld utolsó araukária-állományainak nyújtanak menedéket. A tág határokat felölelő magasságbeli eltérések változatos flórát és faunát eredményeznek. Mintegy 635 növény -, 143 madár- és 48 emlősfaj él itt. Ezek közül több az araukáriaerdőkre szakosodott. A kulcsfajok közé tartozik a vörösmaszkos amazon – egy araukáriamagon élő papagáj, a sörényes farkas, az ocelot és a barna bőgőmajom. Az araukáriák 500 évig is élhetnek és 45 méter magasra nőhetnek. Tápláló magvaikat hagyományosan gyűjtötték ennivalónak a bennszülött népek, akik tompa nyilaikkal lőtték le ezeket a fáról. Az araukáriák szó szerint "élő kövületek", amelyek tüskés leveleket fejlesztettek ki, hogy elriasszák az egykoron legelésző dinoszauruszokat.

## Képgaléria

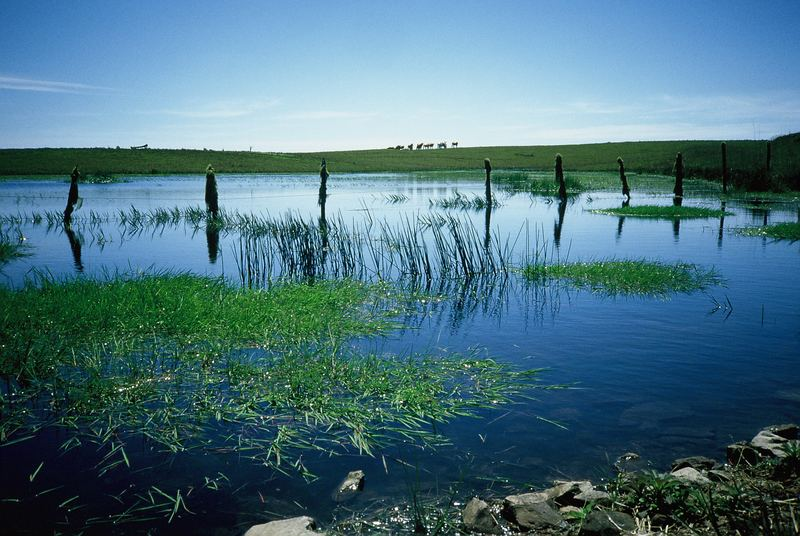
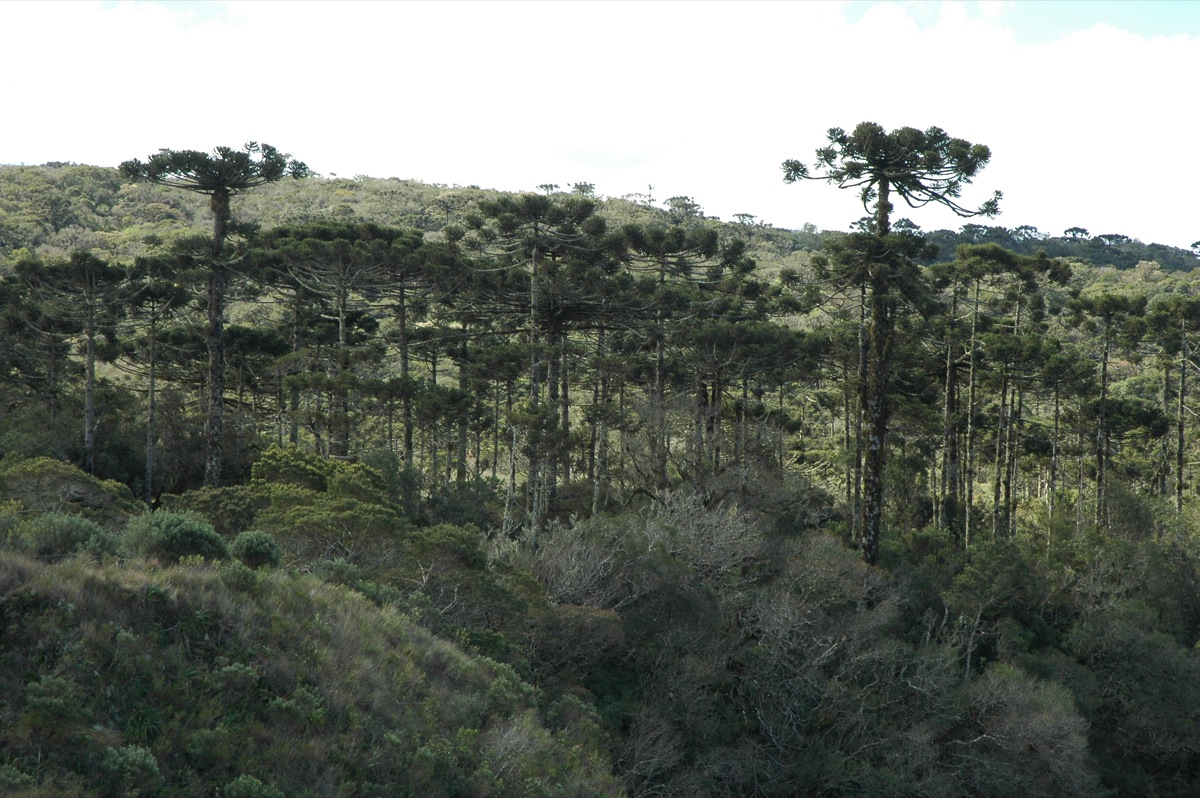
Araukáriaerdő
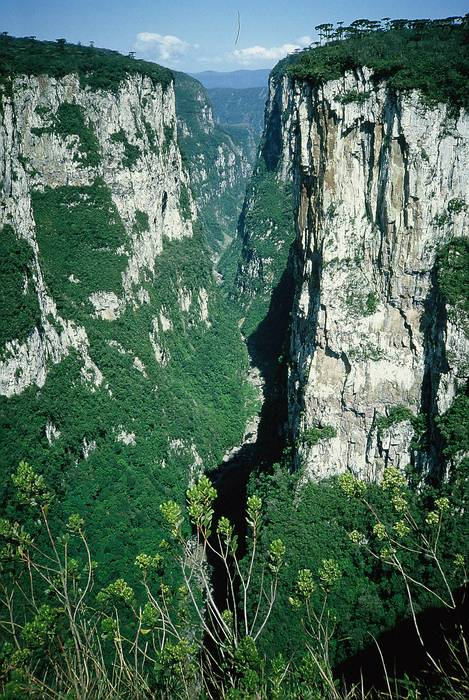
Az Itaimbezinho szurdok (Cambará do Sul)
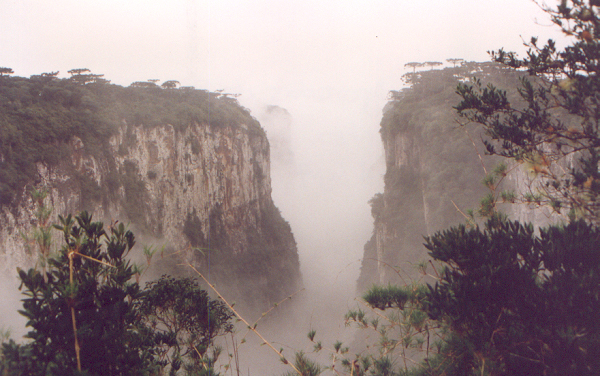
Az Itaimbezinho szurdok